# Лазар Петров (политик)
Лазар Петров Цальов е български политик от БКП.

## Биография
Роден е на 31 март 1924 г. във врачанското село Нивянин. През 1940 г. става член на РМС, а от 1946 г. и на БКП. По време на Втората световна война се включва в комунистическата съпротива, за което е арестуван и осъден на 5 години затвор. След 9 септември 1944 г. излиза на свобода. През 1949 г. завършва Агрономическия факултет на Софийския университет. След това става главен агроном в ТКЗС-то в родното си село. Известно време е редактор на в. „Отечествен зов“, сътрудник на Окръжния комитет на БКП във Враца, както и заместник-председател на ТКЗС-то в село Нивянин. След това е председател на Окръжния комитет на ОФ във Враца, както и на Окръжния комитет на борците против фашизма и капитализма. През 1976 г. е назначен за председател на Изпълнителния комитет на Окръжния народен съвет във Враца. От 4 април 1981 до 15 март 1984 г. е кандидат-член на ЦК на БКП. От 1983 г. е първи секретар на ОК на БКП във Враца. Умира на 7 октомври 1983 г.